# Lucas Vázquez
Lucas Vazquez Iglesias (n. 1 iulie 1991, Curtis⁠(d), Galicia, Spania) este un fotbalist spaniol liber de contract, care joacă pe post de mijlocaș lateral. Pe plan internațional, are prezențe la națională pentru Spania.
În primul său an în echipa de tineret în sezonul 2011-12 din Divizia a 2-a "B", a fost promovat la Divizia a 2-a, și a fost proclamat campion al categoriei.

## Statistici
La 18 mai 2025.
| Club                | Sezon            | Campionat          | Campionat | Campionat | Copa del Rey | Copa del Rey | Europa  | Europa | Altele  | Altele | Total   | Total  |
| Club                | Sezon            | Divizie            | Meciuri   | Goluri    | Meciuri      | Goluri       | Meciuri | Goluri | Meciuri | Goluri | Meciuri | Goluri |
| ------------------- | ---------------- | ------------------ | --------- | --------- | ------------ | ------------ | ------- | ------ | ------- | ------ | ------- | ------ |
| Real Madrid C       | 2010–11          | Tercera División   | 14        | 2         | —            | —            | —       | —      | —       | —      | 14      | 2      |
| Real Madrid B       | 2011–12          | Segunda División B | 23        | 4         | —            | —            | —       | —      | 3       | 0      | 26      | 4      |
| Real Madrid B       | 2012–13          | Segunda División   | 26        | 3         | —            | —            | —       | —      | —       | —      | 26      | 3      |
| Real Madrid B       | 2013–14          | Segunda División   | 40        | 8         | —            | —            | —       | —      | —       | —      | 40      | 8      |
| Real Madrid B       | Total            | Total              | 89        | 15        | 0            | 0            | 0       | 0      | 3       | 0      | 92      | 15     |
| Espanyol (împrumut) | 2014–15          | La Liga            | 33        | 3         | 6            | 1            | —       | —      | —       | —      | 39      | 4      |
| Real Madrid         | 2015–16          | La Liga            | 25        | 4         | 1            | 0            | 7       | 0      | —       | —      | 33      | 4      |
| Real Madrid         | 2016–17          | La Liga            | 33        | 2         | 4            | 1            | 10      | 1      | 3       | 0      | 50      | 4      |
| Real Madrid         | 2017–18          | La Liga            | 33        | 4         | 5            | 3            | 10      | 1      | 5       | 0      | 53      | 8      |
| Real Madrid         | 2018–19          | La Liga            | 31        | 1         | 7            | 3            | 6       | 1      | 3       | 0      | 47      | 5      |
| Real Madrid         | 2019–20          | La Liga            | 18        | 2         | 1            | 1            | 4       | 0      | —       | —      | 23      | 3      |
| Real Madrid         | 2020–21          | La Liga            | 24        | 2         | 1            | 0            | 8       | 0      | 1       | 0      | 34      | 2      |
| Real Madrid         | 2021–22          | La Liga            | 29        | 3         | 2            | 0            | 8       | 0      | 2       | 0      | 41      | 3      |
| Real Madrid         | 2022–23          | La Liga            | 23        | 4         | 1            | 0            | 5       | 0      | 1       | 0      | 30      | 4      |
| Real Madrid         | 2023–24          | La Liga            | 29        | 3         | 0            | 0            | 9       | 0      | 0       | 0      | 38      | 3      |
| Real Madrid         | 2024–25          | La Liga            | 31        | 1         | 5            | 0            | 10      | 1      | 4       | 0      | 50      | 2      |
| Real Madrid         | Total            | Total              | 276       | 26        | 27           | 8            | 77      | 4      | 19      | 0      | 399     | 38     |
| Totalul carierei    | Totalul carierei | Totalul carierei   | 412       | 46        | 33           | 9            | 77      | 4      | 22      | 0      | 544     | 59     |

1. ↑  Apariții în Segunda División B play-offs
2. 1 2 3 4 5 6 7 8 9 10  Apariții în Liga Campionilor UEFA
3. ↑  O apariție în Supercupa Europei UEFA, două apariții în Cupa Mondială a Cluburilor FIFA
4. ↑  O apariție în Supercupa Europei UEFA, două apariții în Supercopa de España, două apariții în Cupa Mondială a Cluburilor FIFA
5. ↑  O apariție în Supercupa Europei UEFA, două apariții în Cupa Mondială a Cluburilor FIFA
6. 1 2 3  Apariții în Supercopa de España
7. ↑  Două apariții în Supercopa Espaniei, o apariție în Supercupa Europei UEFA, o apariție în Cupa Intercontinentală FIFA

## Palmares
Real Madrid Castilla
- Segunda División B: 2011–12

Real Madrid
- La Liga (4): 2016-2017, 2019-2020, 2021-2022, 2023-2024
- Copa del Rey (1): 2022-2023
- Supercopa de España (2): 2017, 2022
- UEFA Champions League (5): 2015–16, 2016-2017, 2017–18, 2021–22, 2023–24
- Supercupa Europei UEFA (4): 2016, 2017, 2022, 2024
- Cupa Mondială a Cluburilor FIFA (3): 2016, 2017, 2018